# Asplenium dissectum
Asplenium dissectum là một loài thực vật có mạch trong họ Aspleniaceae. Loài này được Sw. miêu tả khoa học đầu tiên năm 1788.